# Max Kuatty
Max Kuatty (Canneto sull'Oglio, 22 maggio 1930 – Milano, 26 ottobre 2011) è stato un artista, pittore e scultore italiano.

## Biografia
Rivela precoci disposizioni per il disegno e una sensibilità per la pittura. Si ribella alle scelte paterne iscrivendosi nel 1951 all'Accademia di Brera. 
Risalgono al 1952, le prime prove dell'artista che da Mantova si è ben radicato a Milano, dove si guadagnerà da vivere, agli inizi, disegnando storie d'avventura che facilmente colano da un felice talento figurativo.
Nel 1956 si trasferisce a Parigi dove conosce direttamente i protagonisti della scena artistica, come Jackson Pollock, Alberto Burri, Antoni Tàpies e Serge Poliakoff.

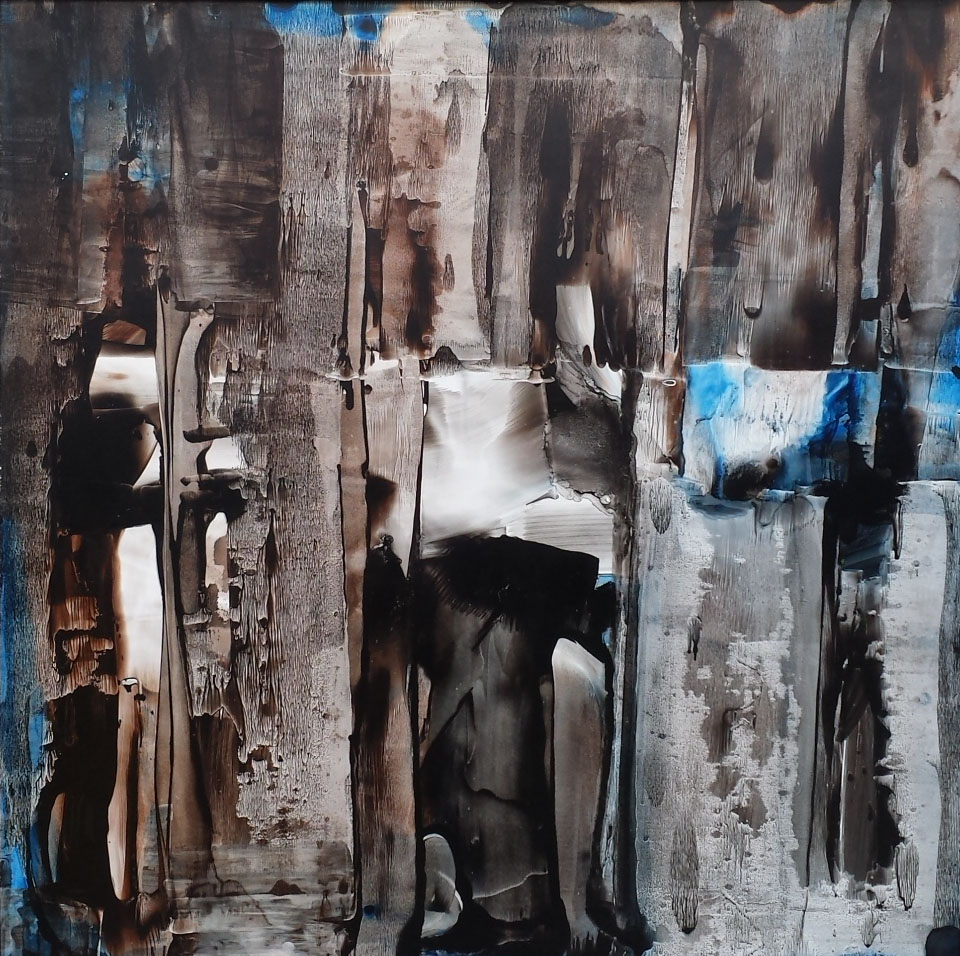
Max Kuatty, Naturalismo Astratto, olio su tela, 1975

Da quell'esperienza parigina sviluppa l'interesse per una pittura fatta di trasparenze del colore, dove la profondità delle sue superfici, suscitano un incantamento della luce che perdura. 
Segue così una lunga esperienza di Arte informale fino agli inoltrati anni 70, dove i suoi quadri astratti si riferiscono all'osservazione della natura, particolarmente dei legni, delle cortecce e indirizzano la nostra visione verso l'illusione delle superfici del legno definendo un  “Naturalismo Astratto”. 
Una pittura pura e segreta nel suo astrattismo informale e non figurativo, una gestualità repressa, totalmente legata allo sguardo dell'interno, a una visione interiore che diventa superficie ed oggetto.
Il grande critico internazionale, Pierre Restany, fondatore negli anni sessanta del Nouveau Réalisme, creerà con Kuatty una simbiosi, fertile di scambi che svolgerà  per trent'anni. Una storia rara, tra critico e artista, come "una storia di alter ego o di catalizzatore in grado di mettere a fuoco e cristallizzare le intuizioni più profonde" (D'Ars, Milano).
Nell'agosto 1978 Pierre Restany realizza il "Manifeste du Rio Negro du Naturalisme Intégral".
Kuatty passa dal naturalismo astratto dei suoi quadri di un tempo al naturalismo integrale dei suoi legni e svolgerà con l'uso di queste vaste superfici lignee sfogliate dai tronchi di alberi amazzonici con performance a Ferrara, Milano e al Centre Pompidou di Parigi divenendo così il più grande interprete del Naturalismo Integrale.
Una nuova esperienza nel 1990 lo porta ad elaborare quadri che sono lastre o pellicole tipografiche di giornali quotidiani. Anche in questo caso la manipolazione si svolge nel rispetto del materiale, questo è mantenuto nel suo modo di essere, di porsi, nella sua natura originaria: di mezzo di comunicazione (la carta stampata) e di fase gestazionale di essa (pellicole e lastre). (Materia e Memoria)

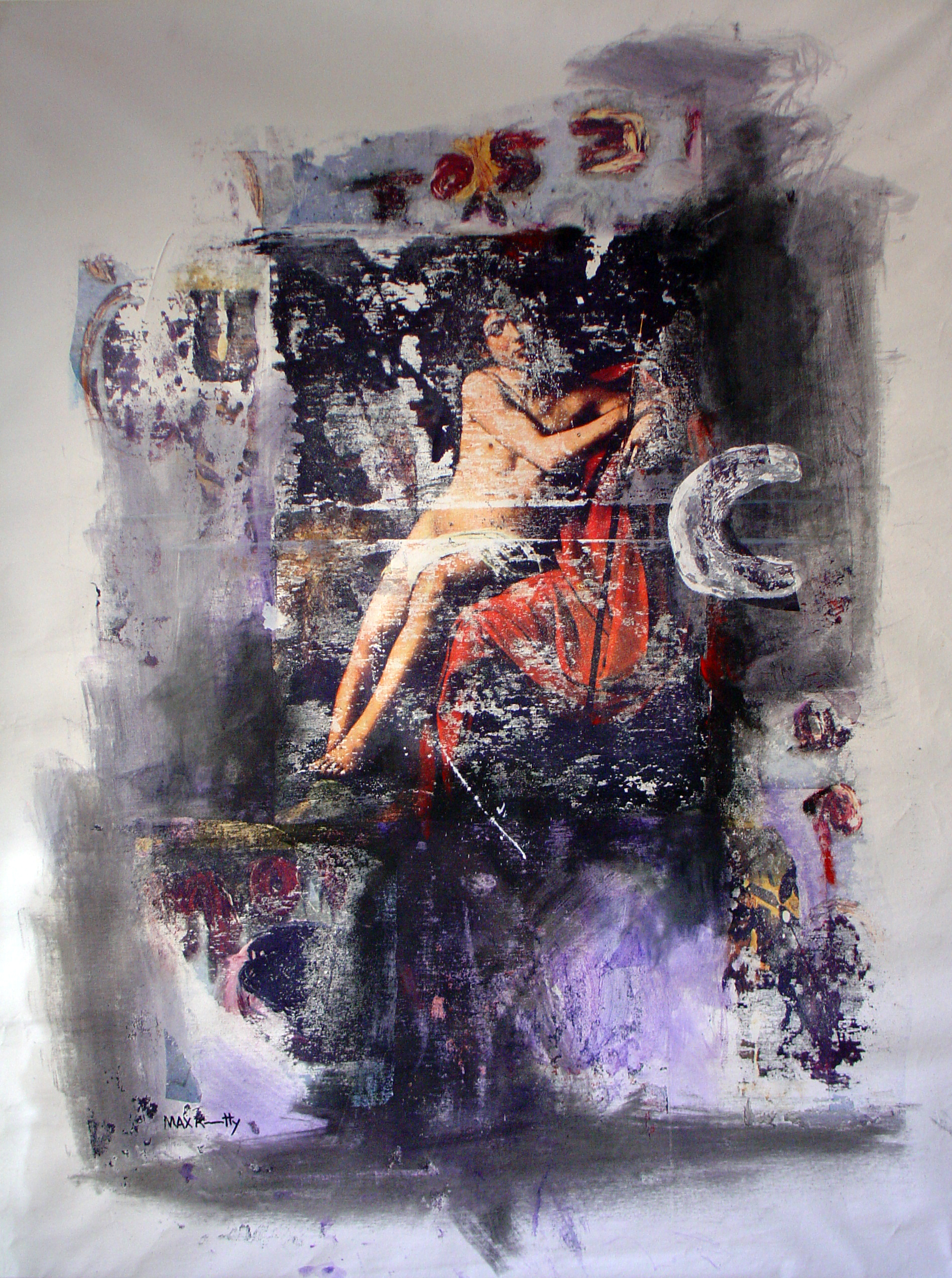
Max Kuatty, Polaretablo, tecn. mista su tela, 1994

All'appropriazione della parola segue un fertile periodo, interessante e suggestivo, arriva all'immagine e a realizzare un classico della modernità.
Riprende negli anni novanta il gran filone dell'iconografia storica che aveva già introdotto nel suo lavoro fin dal 1970, continuando l'estetica dell'appropriazione in vari modi perseguita da decenni.
Perfeziona così un'estensione narrativa della sua più nota pittura astratta.
Il suo nuovo ciclo di pitture affrescate con alcune memorabili figure riprese dalla storia dell'arte offre una nuova ondata pittorica di straordinaria bellezza ed immediatezza, nominate dal Critico Tommaso Trini Castelli Archiviato il 7 maggio 2016 in Internet Archive.: I Polaretabli. 
Per il Codex Codicum, opera edita in occasione del 1º Summit Mondiale dei Premi Nobel per la Pace nel 1999 viene incaricato di realizzare i ritratti dei Nobel per la Pace e le immagini per Nobel Peace Laureate Organizations nel 2000.
Nel 2006 presenta una mostra alla Galleria S. Carlo di Milano dove ripropone un nuovo ciclo di opere che fanno parte della sua ricerca iniziata da ragazzo e mai terminata. 
La chiamerà ”Isola Felice”. Traspare la sua esuberante ed indomabile creatività forse a voler concludere il suo ciclo pittorico che si è manifestato in perenne evoluzione, sempre in grado di affascinare e creare una vera complicità con lo spettatore.
Lavora fino all'ultimo, infaticabile e si spegne nel 2011 a Milano.
Rassegne di mostre espositive in importanti Musei e rinomate Gallerie private italiane e straniere, sono state curate da influenti personaggi della cultura internazionale, si elencano quelle museali più indicative: Casa del Mantegna di Mantova; Palazzo Reale di Milano; Broletto di Como; Art Basel; Expo Bari; Palazzo dei Diamanti di Ferrara; Centre George Pompidou di Parigi; Biennale di Venezia; Palazzo Barberini di Roma; Museo Arte Moderna di Gallarate.
Nel 2015 si è costituita a Milano l'Associazione no-profit chiamata “ASSOCIAZIONE COLLEZIONISTI DELLE OPERE DI MAX KUATTY” anche abbreviata in “Associazione Max Kuatty” volta a diffondere, valorizzare e promuovere le opere dell'artista. 
E' impegnata nella registrazione di tutte le opere per la realizzazione del Catalogo Ragionato.

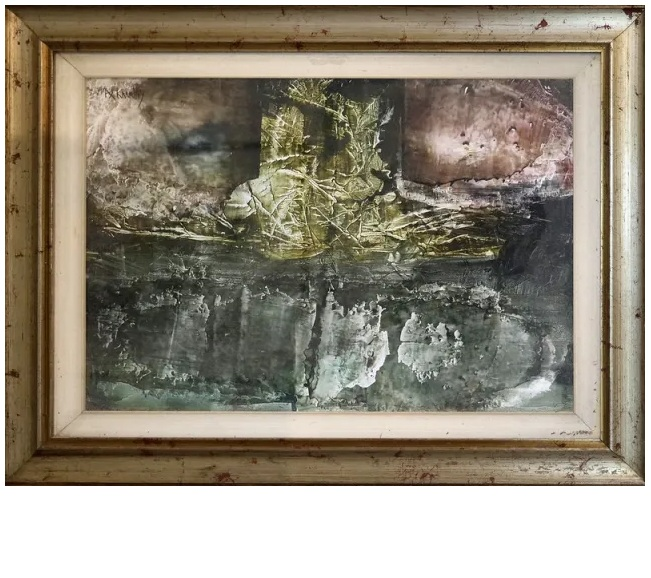
Naturalismo astratto (Casa Museo Francesco Cristina)

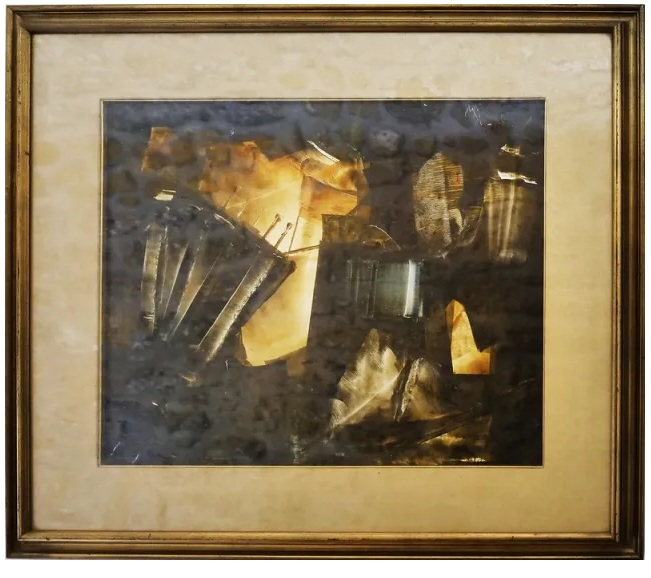
Naturalismo astratto (Casa Museo Francesco Cristina)

## Video Performance
- The Rite of Sensibility (Sai Baba - Restany - Kuatty), in Milan, November 1981
- Installazione Performance - Centro Videoarte, Palazzo dei Diamanti, Ferrara, Aprile 1982
- Installazione Performance - Centre Cultural Pompidou Beabourg, Parigi, 1982
- Installazione Real and True - Dal Naturalismo Astratto al Naturalismo Integrale, Milano 5 Aprile 2019